# Mirabelle Thovex
Mirabelle Thovex (* 24. August 1991 in Auray) ist eine ehemalige französische Snowboarderin. Sie startete vorwiegend in der Disziplin Halfpipe.

## Werdegang
Thovex fuhr im November 2006 in Saas-Fee ihr erstes FIS-Weltcuprennen, welches sie auf dem 17. Platz beendete. Bei den Snowboard-Weltmeisterschaften 2007 in Arosa belegte sie den 18. Platz. Seit 2007 tritt sie ebenfalls an Wettbewerben der Ticket to Ride World Snowboard Tour an. Dabei erreichte sie im März 2007 beim Billabong World Junior Pro in Leysin mit dem dritten Rang im Slopestyle ihre erste Podestplatzierung. Im Januar 2008 errang sie den zweiten Platz im Slopestyle beim Protest World Rookie Fest in Livigno. Bei den Snowboard-Weltmeisterschaften 2009 kam sie auf den 24. Platz im Halfpipe-Wettbewerb. Bei ihrer ersten Olympiateilnahme 2010 in Vancouver errang sie den 20. Platz. In der Saison 2010/11 erreichte sie bei fünf Teilnahmen im FIS-Weltcup, fünfmal eine Top-Zehn-Platzierung. Dabei holte sie im März 2011 in Bardonecchia mit dem zweiten Platz ihre erste Podestplatzierung im Weltcup. Im selben Monat gewann sie die Bronzemedaille auf der Halfpipe bei den Snowboard-Juniorenweltmeisterschaften 2011 in Chiesa in Valmalenco. Bei den Snowboard-Weltmeisterschaften 2011 in La Molina belegte sie den siebten Platz. Die Saison beendete sie im FIS-Freestyleweltcup und im Halfpipe-Weltcup auf den vierten Rang. Bei den Snowboard-Weltmeisterschaften 2012 in Oslo belegte sie den 16. Platz. Bei den folgenden Weltmeisterschaften 2013 in Stoneham und 2015 am Kreischberg errang sie den siebten und den achten Platz. Im Februar 2014 erreichte sie bei den Olympischen Winterspielen 2014 in Sotschi den zehnten Platz. Bei den Snowboard-Weltmeisterschaften 2015 am Kreischberg wurde sie Achte. Im Februar 2015 belegte sie bei der U.S. Revolution Tour in Mammoth den dritten Rang. Bei den X-Games Oslo 2016 errang sie den sechsten Platz. In den folgenden Jahren wurde sie bei den Snowboard-Weltmeisterschaften 2017 in Sierra Nevada, bei den Olympischen Winterspielen 2018 in Pyeongchang und bei den Snowboard-Weltmeisterschaften 2019 in Park City jeweils Neunte.
Thovex wurde 2009, 2010, 2011 und 2015 französische Meisterin auf der Halfpipe.